# Oasi de Chebika

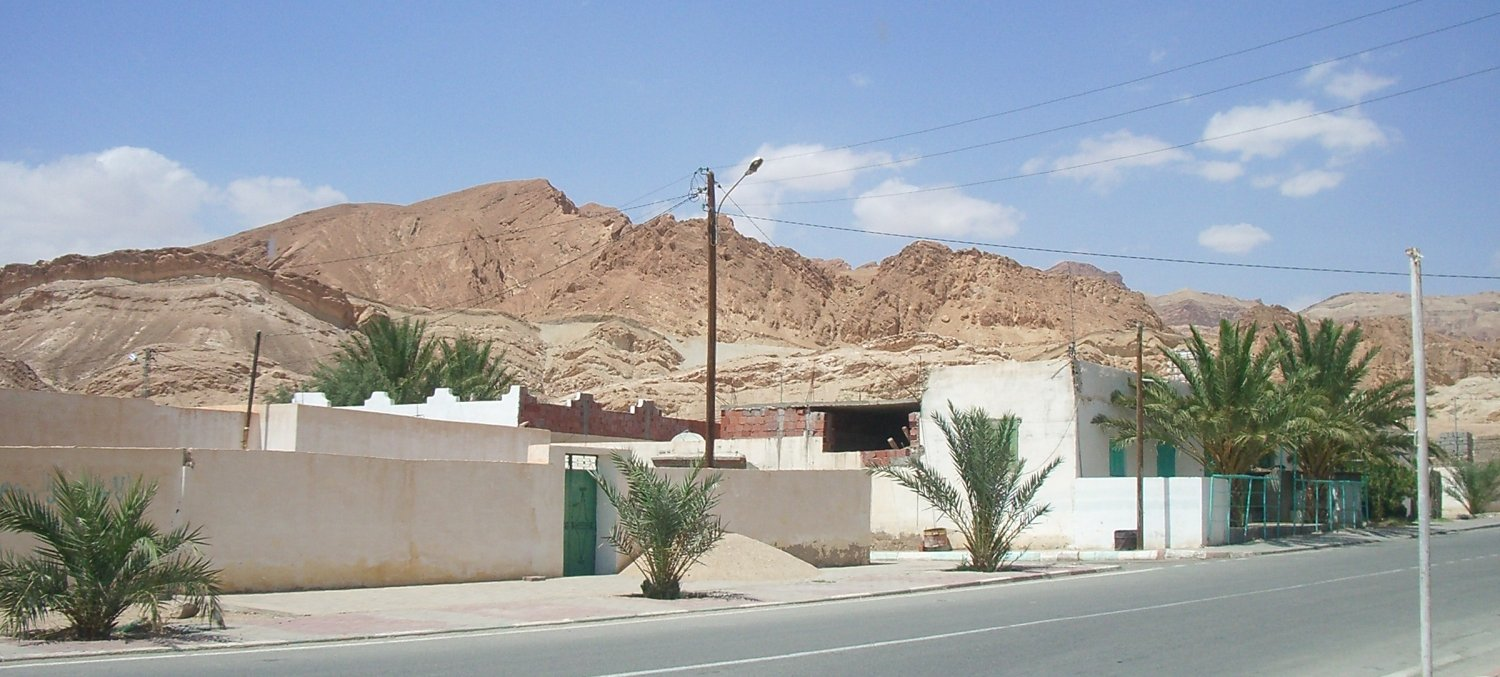
La nova Chebika

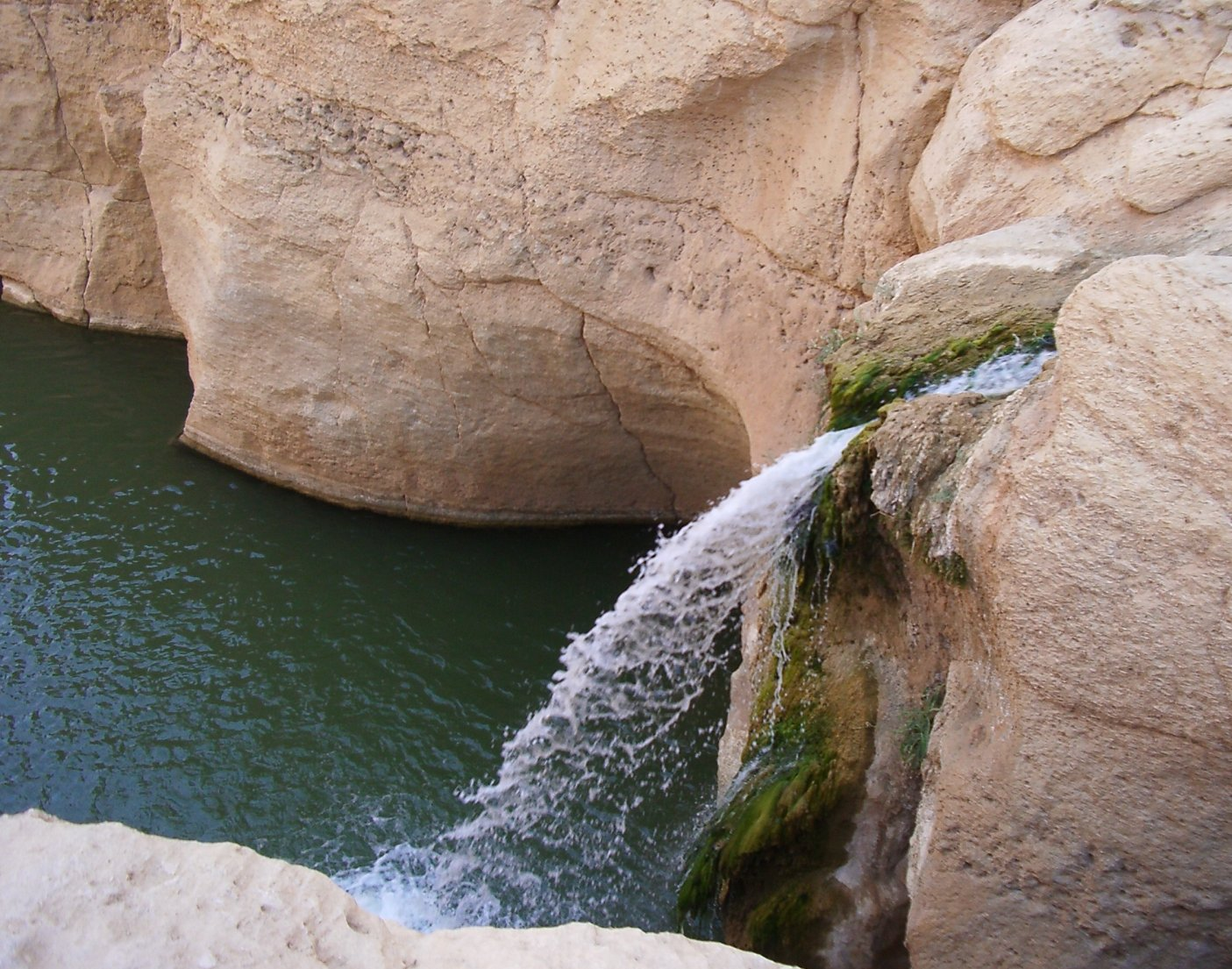
La Gran Cascada

Chebika (àrab: الشبيكة, ax-Xbīka) és un població i un oasi de muntanya de Tunísia, a la governació de Tozeur, a uns 14 km de la frontera algeriana.
La vella ciutat fou destruïda per les inundacions del 1967 i avui dia la gent viu en una nova ciutat construïda pel govern. La ciutat té uns mil habitants. La vella ciutat es mostra als turistes, ja que disposa d'un palmerar, una font, i conduccions de l'aigua.
A la muntanya hi ha un marabut, una figura d'una cabra muntanyenca feta pels turistes i un lloc anomenat la muntanya platejada que la llegenda diu que s'ha de creuar per ser feliç (després d'aquest lloc, ja tot és baixada i ombra). La vista des de dalt es esplèndida i es dominen les muntanyes de tota la comarca.
A la rodalia, hi ha el lloc de la Gran Cascada, una cascada de certa importància enmig del desert que cau a un petit llac, amb un centenar de botigues de records a l'entrada.

## Administració
Forma un sector o imada, amb codi geogràfic 62 53 52 (ISO 3166-2:TN-12), de la delegació o mutamadiyya de Tameghza (codi geogràfic 62 53).
Al mateix temps, forma part de la municipalitat o baladiyya de Tameghza (codi geogràfic 62 15).

## Galeria d'imatges

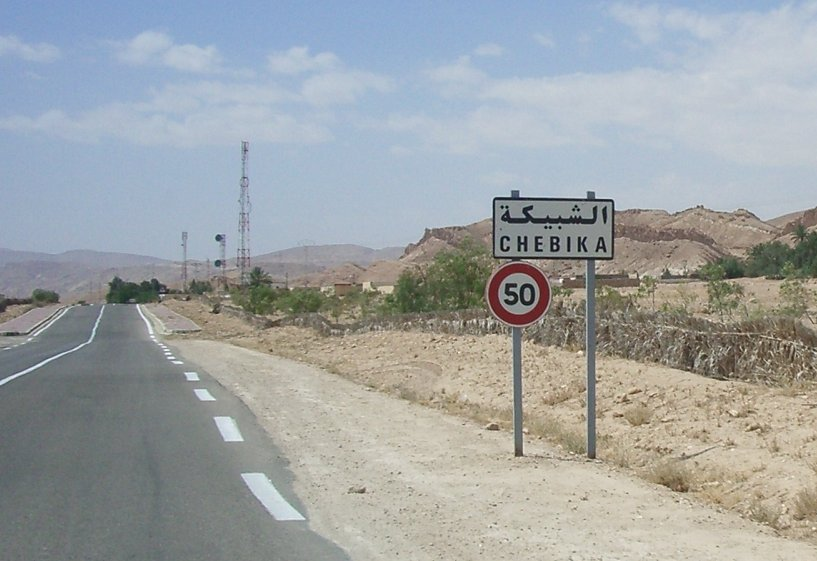
Entrada al poble
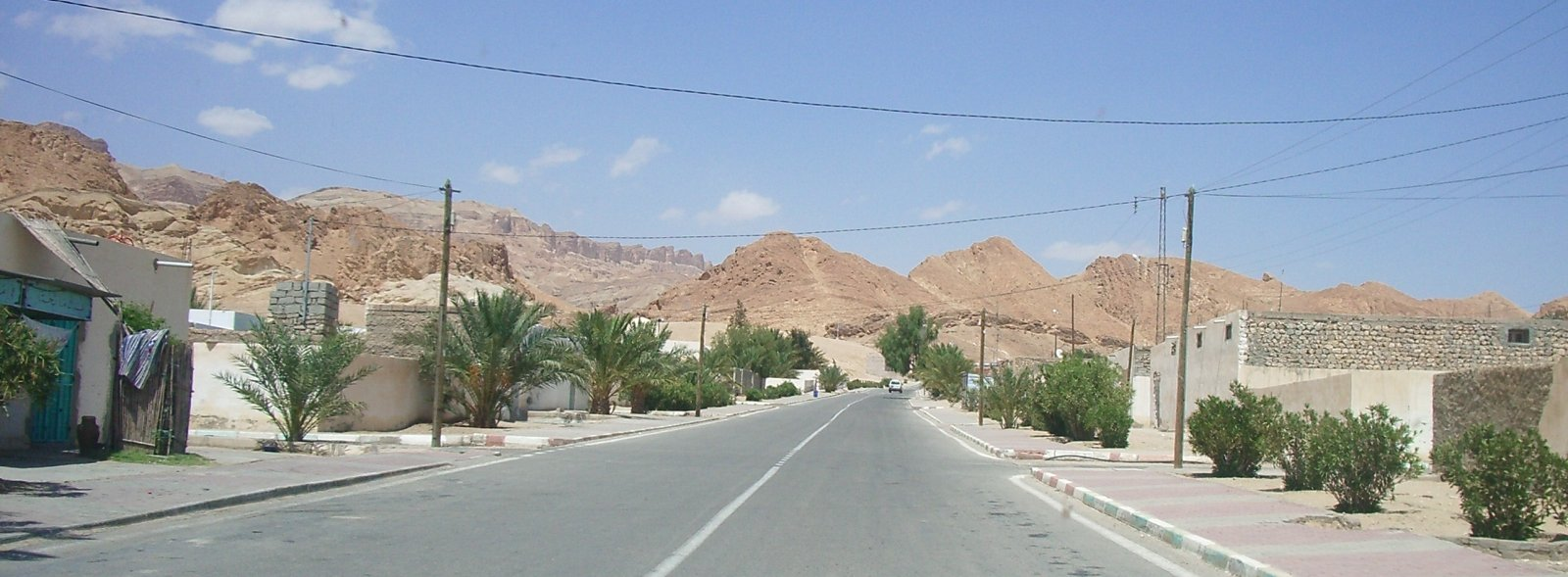
La vella Chebika
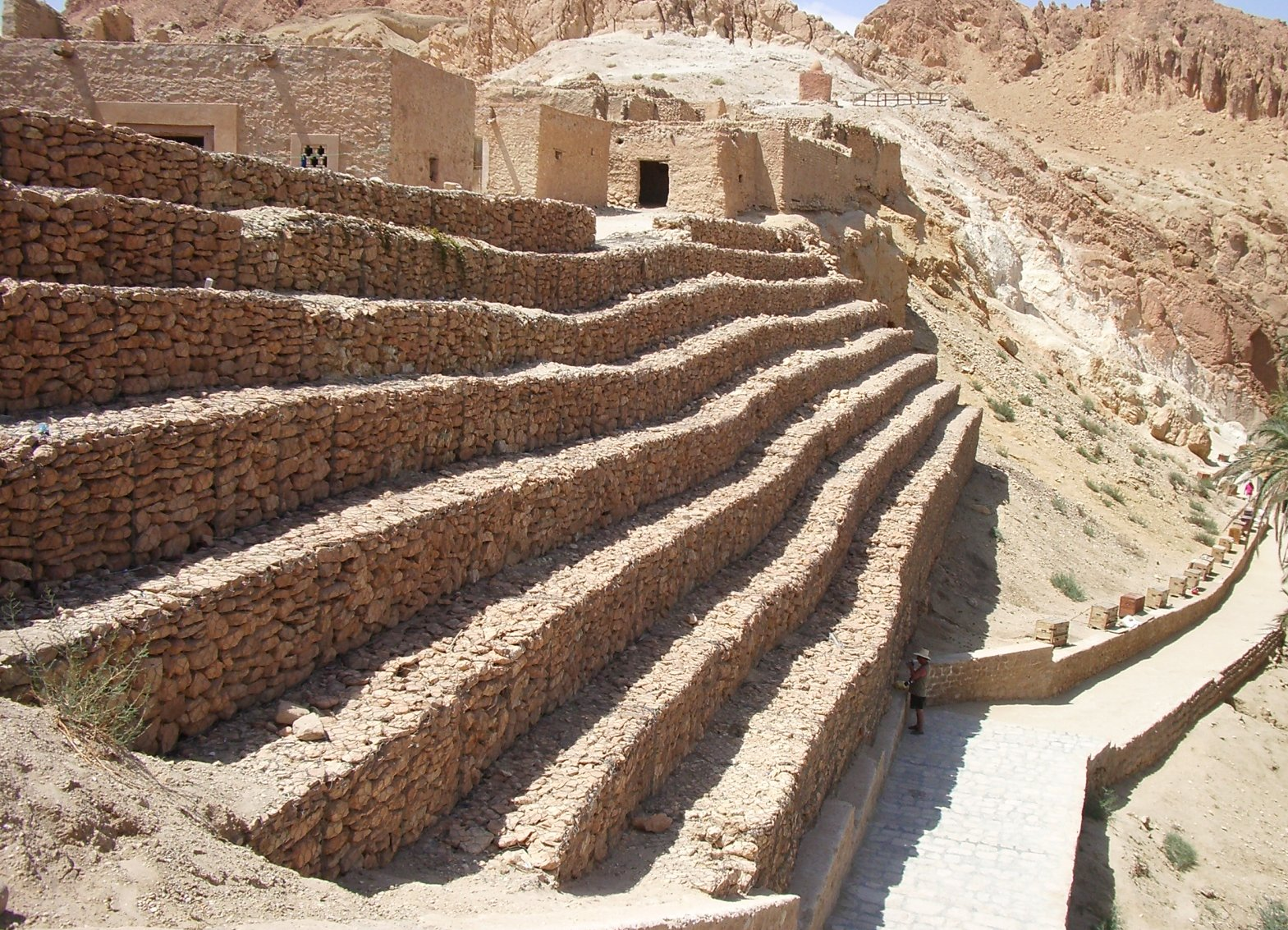
Les terrasses de cultiu
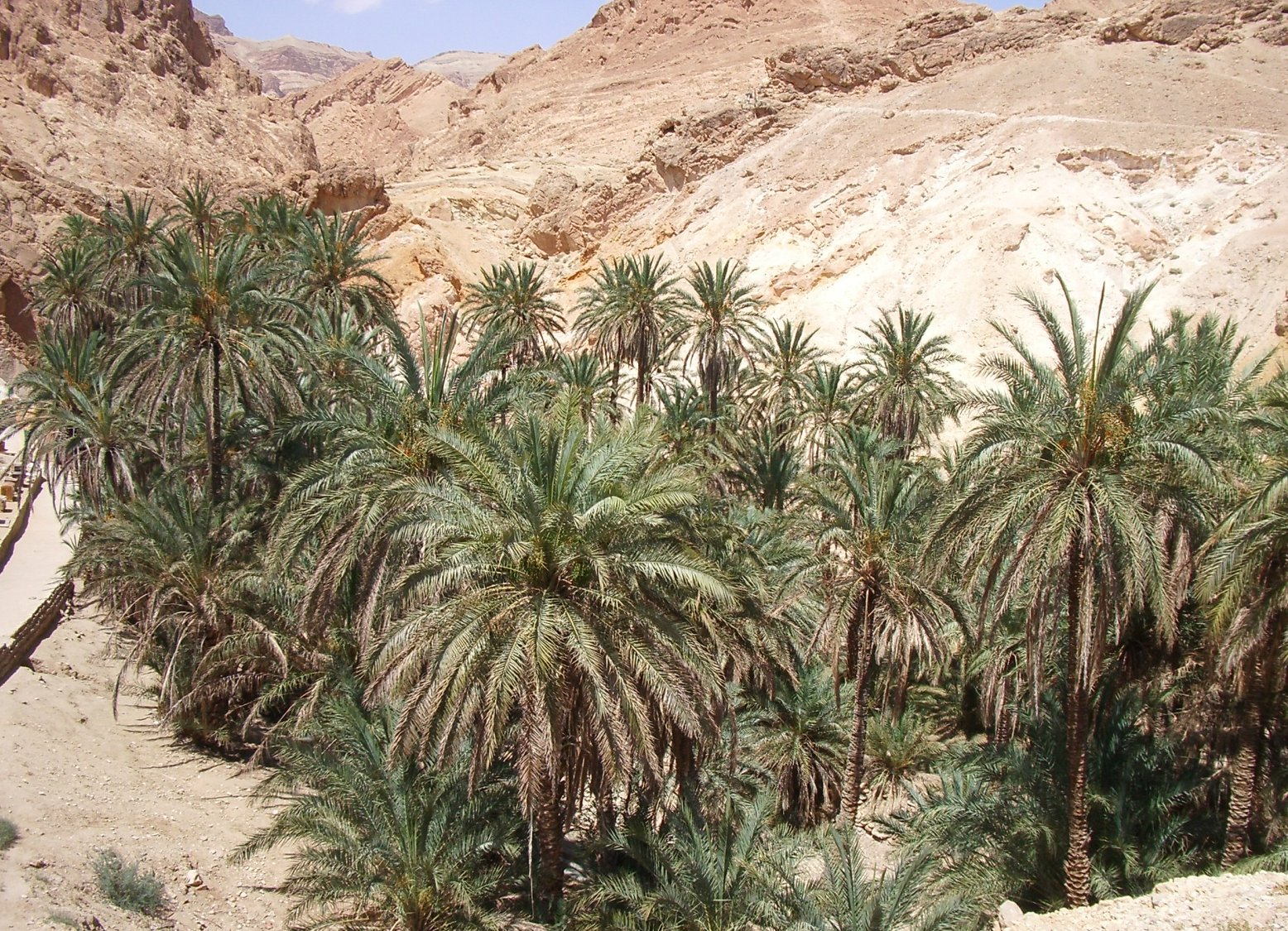
Palmerar
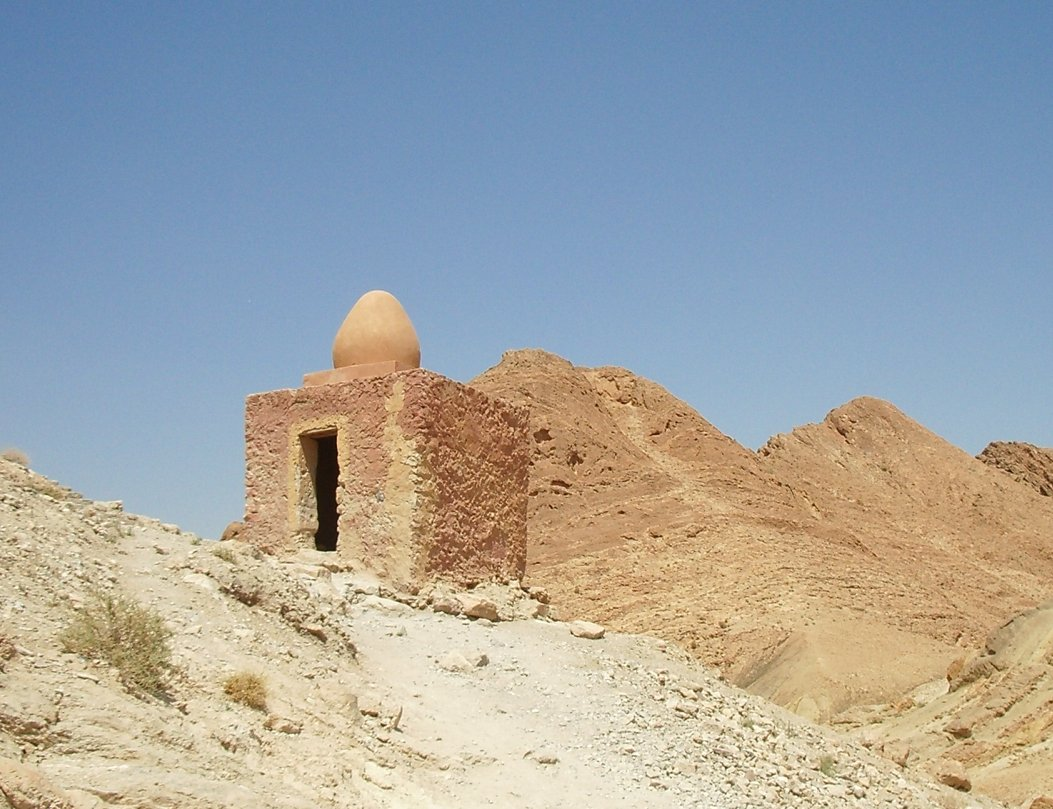
Marabut
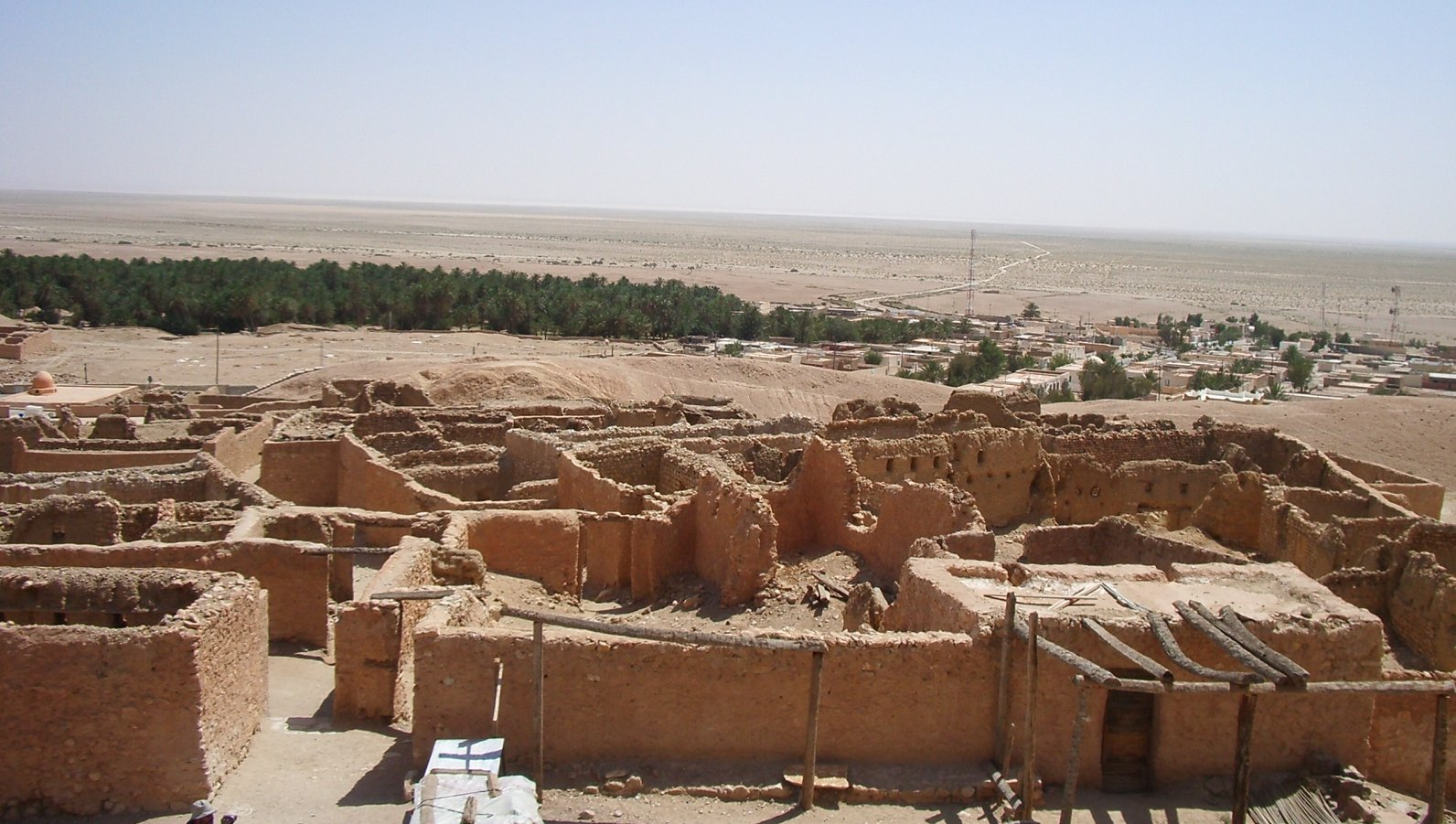
Vista des de la muntanya
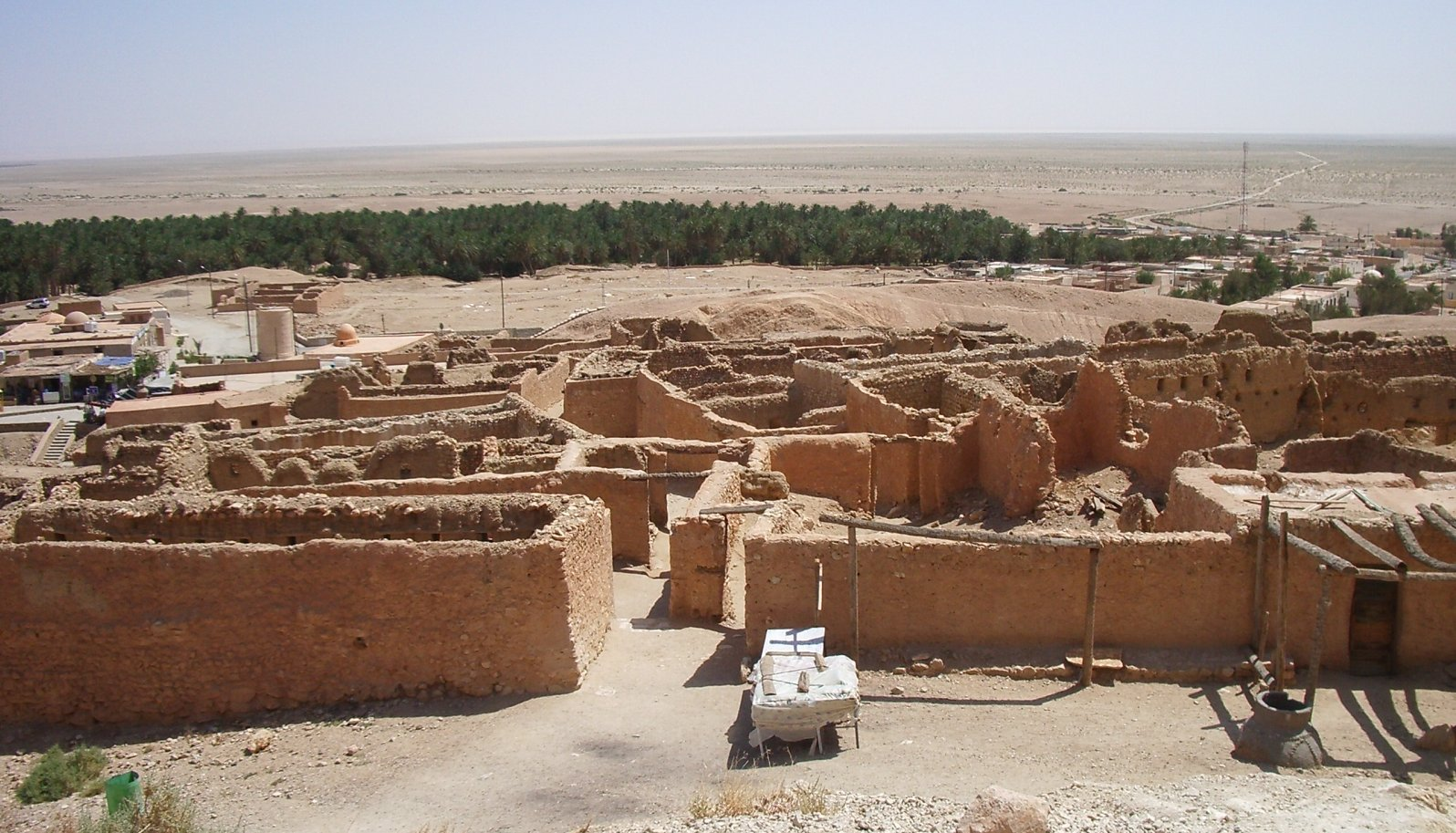
Vista des de la muntanya
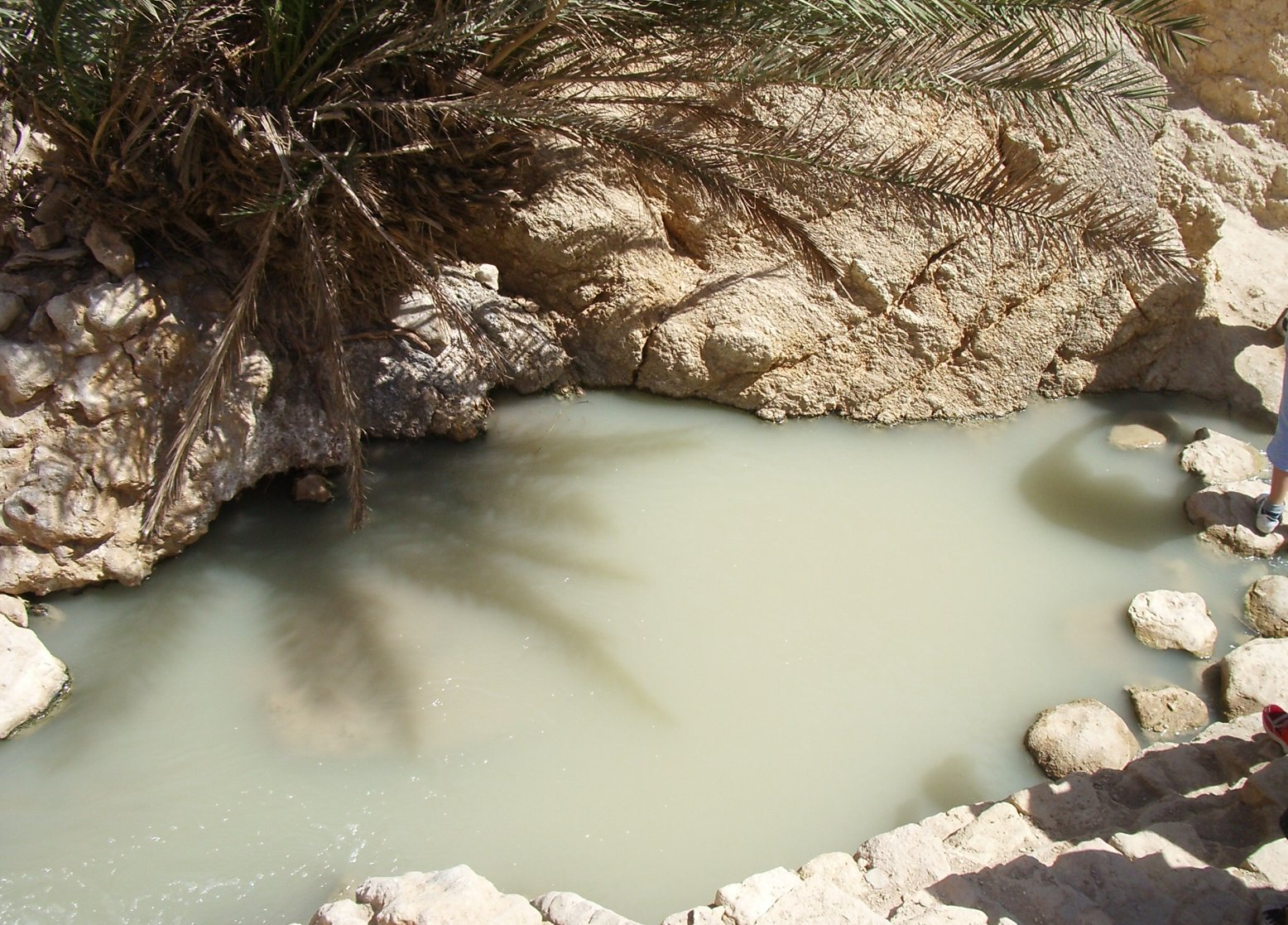
El toll de l'oasi prop de la font